# الاكمة (الشعر)

تعديل مصدري - تعديل

الاكمة محلة تابعة لقرية الحدم صرم روحان، التابعة لعزلة الا ملؤك بمديرية الشعر إحدى مديريات محافظة إب في الجمهورية اليمنية، بلغ تعداد سكانها 52 حسب تعداد اليمن لعام 2004.